# Disorder
«Disorder» es una canción de la banda británica Joy Division. Fue lanzada en 1979 como la canción que abre el primer disco de la banda, Unknown Pleasures.
Producido por Martin Hannett, pareciera que la canción fuera una manera de presentar a los miembros de la banda: comienza con la batería de Stephen Morris, a la que se suman el bajo de Peter Hook, y la guitarra de Bernard Sumner, quienes preparan el clima para que la voz de Ian Curtis irrumpa con el memorable verso que da comienzo a la canción: «I've been waiting for a guide to come and take me by the hand».
Según los créditos del álbum, «Disorder» fue compuesta por todos los miembros de la banda y además de en Unknown Pleasures, aparece en varias compilaciones y bootlegs de la banda, como Still de 1981, Heart and Soul de 1998, Les Bains Douches 18 December 1979 de 2001 y Refractured Box One de 2003.